# Коллисон, Джон
Джон Коллисон (англ. John Collison; род. 6 августа 1990, Лимерик, Манстер) — американский и ирландский предприниматель. В 2011 году вместе со своим братом Патриком Коллисоном основал компанию Stripe. По данным Forbes, на 2016 год его состояние оценивалось в $1,1 млрд.

## Биография
В 2007 Джон основал «Shuppa» совместно со своим старшим братом Патриком Коллисоном. Позже компания была объединена с Auctomatic, которая в свою очередь была основана венчурным фондом Y Combinator, и братья переехали в Кремниевую долину.
Auctomatic была софтверной компанией, которая делала инструменты для платформы eBay. Auctomatic была приобретена за $5 млн в марте 2008 года, когда Джону было всего 17 лет.
В 2009 году Джон, вернувшись в Ирландию, окончил колледж, а в сентябре того же года поступил в Гарвардский университет. Джон увлекается пилотированием самолётов и играет на пианино.
В 2010 году совместно с братом открыл компанию Stripe при поддержке Питера Тиля, Илона Маска, Макса Левчина и Sequoia Capital.
В ноябре 2016 года братья Коллисон с состоянием по $1,1 млрд каждый становятся самыми молодыми долларовым миллиардерами в мире среди тех, кто самостоятельно получил свой капитал. Это произошло после того, как Stripe получил новую оценку стоимости с получением инвестиций от CapitalG и General Catalyst Partners.